# Гершанков, Игорь Петрович
И́горь Петро́вич Гершанко́в (бел. Ігар Пятровіч Гершанкоў; 1981 — 19 или 20 ноября 2018) — белорусский преступник, серийный убийца, грабитель и мошенник, организатор банды «чёрных риелторов» из Могилёва, убившей 6 человек в 2009—2015 годах. В 2017 году приговорён к смертной казни вместе с Семëном Бережным, в 2018 году расстрелян по приговору суда вместе с ним.

## Биография
Согласно интервью матери Гершанкова, Игорь учился посредственно, окончил училище в Буйничах (Могилёвский профессиональный агролесотехнический колледж им. К. П. Орловского) по специальности автослесарь, получил водительские права. Служил в Вооружённых Силах Республики Беларусь в Вейно (в окрестностях деревни расположены 5-я отдельная бригада внутренних войск, кинологический центр и военные склады). После демобилизации работал экспедитором (на машине, подаренной родителями, развозил по магазинам конфеты, затем двери), уезжал на заработки в Россию. Примерно в 2002 году познакомился с Татьяной, на которой женился и стал с ней жить.

### Преступная деятельность
В 2002—2004 годах Игорь и Татьяна Гершанковы начали заниматься операциями с недвижимостью. Они уговаривали людей обменять жильё на более дешёвый вариант (как правило, речь шла об обмене многокомнатных приватизированных квартир в центральной части Могилёва на деревенский дом или однокомнатную квартиру на окраине города). Они вели дела с одинокими пожилыми людьми, которые злоупотребляли спиртным, но не выплачивали им обещанную разницу между стоимостью прежнего и нового жилья. В мае 2009 года Гершанков убил двух человек — Павла Менижонка одного из своих клиентов после оформления сделки он несколько раз ударил битой по голове и задушил его сожительницу Валентину Костюшкину. От тел ему помог избавиться пятикратно судимый Борис Колесников.
В 2006 году Гершанкова осудили за незаконную предпринимательскую деятельность. В 2009—2010 годах Гершанкова судили и приговорили к 5 годам колонии за мошенничество, его жену — к 4 годам. Совершение двойного убийства на суде не рассматривалось.
В 2008 году Гершанков познакомился с Семёном Бережным через общего друга (Бережной подвёз его однажды на машине). В 2009 году он проходил свидетелем по первому уголовному делу Гершанкова. Вскоре после условно-досрочного освобождения из колонии в 2012 году Гершанков начал работать с Бережным, но их показания существенно расходятся: Бережной утверждал, что Гершанков предложил помочь убеждать одиноких людей обменять жильё; Гершанков же утверждал, что Бережной потребовал выплатить старый долг в 45 тысяч долларов (5 тысяч долларов, якобы взятых в долг в 2009 году, с большими процентами) и тем самым вынудил вернуться к преступной деятельности. Сведения о квартирах с задолженностями преступники получили от неназванной женщины — сотрудницы расчётно-кассового центра.
Весной 2013 года преступники начали работать с одиноким могилевчанином Сергеем Ларионовым. Бережной пришёл к нему с некими документами и убедил в том, что в течение 30 дней ему необходимо погасить задолженность за жилищно-коммунальные услуги под угрозой выселения. Гершанков вскоре предложил Ларионову сделку — оплата долга и размен жилья. По словам Бережного на суде, изначально план состоял в обмене квартиры в областном центре на дом в деревне, но в последний момент Гершанков потребовал помочь избавиться от бывшего собственника квартиры. «Игорь [Гершанков] сказал, что раз я знаю про его преступный план, то он может при помощи знакомых в милиции свалить всё на меня», — заявил Бережной на допросе. Он согласился помочь закопать человека, которого должны были напоить водкой с клофелином. 15 июля (или июня) 2013 года Гершанков и Бережной отвезли его к водохранилищу Рудея, напоили, дождались, пока он потеряет сознание, набросили на голову пакет, связали, отвезли на кладбище в деревне Ляховщина Чаусского района, где и закопали в заранее подготовленной могиле.
Впоследствии на различных деревенских кладбищах Могилёвской области было захоронено ещё 3 человека. Игорь Блажевич, Николай Ястержемский и Ирина Витковская. Убийства, как правило, происходили днём. Преступники не удостоверялись, мертвы ли их жертвы, обматывали руки и ноги скотчем и сбрасывали в могилы. Гершанковы оформили на себя около пяти квартир, но из-за кризиса на рынке недвижимости долго не могли их продать.
Преступники старались маскироваться — использовали вымышленные имена (Гершанков представлялся Сашей), парик, очки, не регистрировались в социальных сетях, использовали SIM-карты, купленные на имя жертвы, назначали встречи в соседних дворах, не показывали посторонним Opel Omega, на котором тела вывозили на кладбища. Могилы выкапывали случайные люди из Чаус и Черикова, которым предлагали подзаработать, не сообщая никаких подробностей. Свежевырытые могилы преступники маскировали крестами и венками, которые покупали в разных магазинах. Лопаты также покупались отдельно. Только первые две жертвы были захоронены в гробах.

### Арест и суд
Жители деревень, в которых производились захоронения, обращались в милицию по поводу свежевырытых могил, поскольку знали, что в деревнях в последнее время никто не умирал, однако милиция не нашла никаких нарушений. Многочисленные контролирующие органы не придавали внимания большим расходам Гершанковых, несопоставимым с их доходами. Семён Бережной заявлял на суде, что у Гершанкова были покровители в милиции, но эта информация не подтвердилась.
Преступники привлекли к себе внимание правоохранительных органов только после обращения могилевчанина, которого уговорили продать квартиру, долг за жилищно-коммунальные услуги по которой составлял около 2 тысяч долларов. Покупательницей квартиры оказалась его знакомая, которая помогла ему сбежать от «чёрных риелторов». Участников банды арестовали в марте 2015 года. Через несколько дней после ареста, 4 апреля, Семён Бережной согласился давать показания, надеясь на смягчение приговора. На момент ареста Татьяна Гершанкова была беременна второй раз. Возле роддома, где она родила ребёнка, пришлось выставить охрану.
Следствие установило шесть фактов похищений и убийств, совершённых в 2009—2015 годах. Были проведены эксгумация тел и опрос более 500 свидетелей (по другим данным, опросили более 1000 свидетелей). В конце 2016 года в Могилёвском областном суде началось рассмотрение дела. Гершанкову, его жене и Бережному предъявили обвинения по множеству пунктов нескольких статей Уголовного кодекса Республики Беларусь — ст. 139 «Убийство», ст. 182 «Похищение человека», ст. 207 «Разбой», ст. 208 «Вымогательство», ст. 209 «Мошенничество», ст. 233 «Незаконная предпринимательская деятельность», ст. 328 «Незаконный оборот наркотических средств, психотропных веществ, их прекурсоров и аналогов», ст. 377 «Хищение, уничтожение, повреждение либо сокрытие документов, штампов, печатей, хищение бланков». 16 декабря 2016 года журналистов допустили в зал суда, но судья Качалов запретил пользоваться звукозаписывающей аппаратурой и мобильными телефонами (на его действия журналисты подали жалобу).
21 июля 2017 года Могилёвский областной суд признал всех подсудимых виновными и вынес приговор: Гершанков и Бережной приговорены к исключительной мере наказания — смертной казни через расстрел, Татьяна Гершанкова — к 24 годам лишения свободы, Борис Колесников — к 22 годам лишения свободы в колонии строгого режима. 15 декабря 2017 года Верховный суд Республики Беларусь начал рассмотрение апелляций осуждённых. 20 декабря Верховный суд оставил приговор в силе.
27 июня 2018 года Игорь Гершанков объявил голодовку. Таким образом он протестовал против того, что его письма родственникам и жалобы в Генеральную прокуратуру и Департамент исполнения наказаний не доходили до адресатов.  13 июля 2018 года Комитет по правам человека ООН подтвердил регистрацию индивидуального обращения Игоря Гершанкова. Комитет призвал отложить исполнение приговора до завершения рассмотрения дела в Комитете. На свидании 25 июля мать Гершанкова узнала, что сначала он Игорь держал сухую голодовку, но вскоре ему стали ставить капельницы. Он отказывался и от продуктовой передачи. Игорь сначала писал обращение начальнику СИЗО с просьбой отменить капельницы, затем – в Министерство здравоохранения. Когда в августе Гершанков получил ответ из Генпрокуратуры, он прекратил голодовку. На свидании 28 августа мать Игоря узнала, что у её сына практически отказала левая нога в результате голодовки, длившейся 2 месяца.

### Исполнение приговора
28 ноября 2018 года мать Гершанкова приехала в СИЗО-1 Минска для встречи с сыном, но ей сообщили, что он «убыл с вещами», что означает свершившееся исполнение приговора. 4 декабря правозащитники узнали предполагаемую дату казни — ночь с 19 на 20 ноября. 5 декабря родные Гершанкова получили посылку с его вещами, отправленную с несуществующего адреса в Глуске (через сайт почты удалось установить, что посылка была отправлена из посёлка Октябрьский в Гомельской области).
«Международная амнистия» осудила исполнение приговора. Ранее, в мае того же года, по приговору суда был казнён Алексей Михаленя, чья жалоба также находилась на рассмотрении в КПЧ ООН.

### Личная жизнь
У супругов Гершанковых остались двое детей — старший сын и младшая дочь (второй ребёнок родился через несколько дней после последнего ареста Игоря Гершанкова).